# Waterville (Kansas)
Waterville es una ciudad ubicada en el condado de Marshall el estado estadounidense de Kansas. En el año 2010 tenía una población de 680 habitantes y una densidad poblacional de 523,08 personas por km².

## Geografía
Waterville se encuentra ubicada en las coordenadas 39°41.5′N 96°45′O / 39.6917, -96.750.

## Demografía
Según la Oficina del Censo en 2000 los ingresos medios por hogar en la localidad eran de $31,136 y los ingresos medios por familia eran $38,472. Los hombres tenían unos ingresos medios de $29,107 frente a los $18,000 para las mujeres. La renta per cápita para la localidad era de $18,833. Alrededor del 10.7% de la población estaban por debajo del umbral de pobreza.